# Vitet (Saint-Barthélemy)
Pour les articles homonymes, voir Vitet.
Vitet est un quartier de Saint-Barthélemy dans les Caraïbes. Il est situé dans la partie centre-est de l'île entre Camaruche, Grand Cul-de-Sac et Grand Fond,.
Sur le territoire de Vitet, le Morne de Vitet est le point culminant de Saint Barthélemy avec ses 286 mètres d'altitude. Le massif abrite des petites cases traditionnelles, disséminées çà et là sur son versant.